# مقاطعة غيلفورد (كارولاينا الشمالية)
مقاطعة غيلفورد (بالإنجليزية: Guilford County)‏ هي إحدى مقاطعات ولاية كارولاينا الشمالية في الولايات المتحدة الأمريكية. مركز المقاطعة أو مقعدها هي مدينة غرينزبورو. تأسست هذه المقاطعة سنة 1771.أصل هذه المقاطعة يأتي من: مقاطعة أورانج ومقاطعة روان.

## أعلام
- نيوتن كانون
- دايفيد كيركباتريك
- ماركوس براندون
- جون إلوود بندي
- تشارلز دوك